# Shuanghuan Noble
 (juillet 2023).
Si vous disposez d'ouvrages ou d'articles de référence ou si vous connaissez des sites web de qualité traitant du thème abordé ici, merci de compléter l'article en donnant les références utiles à sa vérifiabilité et en les liant à la section « Notes et références ».
La Shuanghuan Noble est une voiture ressemblant beaucoup à la Smart Fortwo. Produite entre 2004 et 2016 par Shuanghuan Auto (en), elle était vendue en Chine et en Europe.
Au début des années 2010, Shuanghuan a produit quelques centaines d'exemplaires d'une version électrique de la Noble sous le nom de Wheego Whip (en).